# Newtonska tekočina
Newtonska tekočina [njutonska ~] je tekočina, katere viskoznost (razmerje med napetostjo in deformacijo) je linearno ter poteka skozi koordinatno izhodišče.

## Definicija
Newtonsko tekočino definiramo z Newtonovim zakonom za tekočine:
{\displaystyle \tau ={\frac {F}{S}}=\eta {\frac {{\rm {d}}u}{{\rm {d}}y}}\!\,,}
kjer je:
{\displaystyle \tau \!\,} strižna napetost, ki jo izvaja tekočina (»upor sredstva«) [Pa],
{\displaystyle \eta \!\,} dinamična viskoznost tekočine - sorazmernostna konstanta [Pa·s],
{\displaystyle {\frac {{\rm {d}}u}{{\rm {d}}y}}\!\,} gradient hitrosti pravokoten na smer strižne napetosti, oziroma enakovredno hitrost deformacije [s−1].
Nekatere najbolj pogosto obravnavane newtonske tekočine so voda, olje in nafta. Newtonska tekočina teče, četudi nanjo deluje sila. Voda je newtonska tekočina, ker še naprej kaže značilnosti tekočine ne glede na to, kako hitro jo stresamo ali mešamo.